# کانی سیب (آرمرده)
کانی سیب یک روستا در ایران است که در دهستان پشت آربابا شهرستان بانه واقع شده‌است. کانی سیب ۱۶۰ نفر جمعیت دارد.